# Cugand
Cugand – miejscowość i gmina we Francji, w regionie Kraj Loary, w departamencie Wandea.
Według danych na rok 1990 gminę zamieszkiwało 2627 osób, a gęstość zaludnienia wynosiła 195 osób/km² (wśród 1504 gmin Kraju Loary Cugand plasuje się na 196. miejscu pod względem liczby ludności, natomiast pod względem powierzchni na miejscu 849.).